# Hacıbektaş
Hacıbektaş (früher Sulucakarahöyük) ist eine Kleinstadt und Hauptort des gleichnamigen Landkreises (İlçe) in der Provinz Nevşehir im Landesinneren der Türkei.

## Etymologie
Hacıbektaş hat seinen Namen dem muslimischen Sufi-Mystiker Hadschi Bektasch zu verdanken, der in der zweiten Hälfte des 13. Jahrhunderts dort lebte und wirkte. Seine Grabstätte befindet sich dort und ist eine Wallfahrtsstätte für Aleviten.

## Geografie
Die Kleinstadt liegt nordnordwestlich von Nevşehir. Bis dahin sind es ca. 45 km, nach Kırşehir ca. 42 km, nach Kayseri ca. 90 km und nach Ankara ca. 230 km. Die Stadt liegt an der Fernstraße D765, die nach Süden in Richtung Niğde führt. Laut Siegel wurde die Stadt bereits 1854 zu einer Gemeinde (Belediye) erhoben.
Der Kreis wurde 1948 in der Provinz Kırşehir gegründet und wechselte nach Bildung der Provinz Nevşehir in diese neue Provinz. Der Kreis liegt im Nordwesten dieser und grenzt an den Kreis Kozaklı im Norden, den Kreis Avanos im Osten sowie den Kreis Gülşehir im Süden. Im Westen bildet der Kreis Mucur (Provinz Kırşehir) die Provinzgrenze. Der Kreis besteht neben der Kreisstadt aus 30 Dörfern (Köy) mit durchschnittlich 195 Bewohnern. Karaburna ist das größte Dorf und zählt 1089 Einwohner. Elf Dörfer sind über dem Dorfdurchschnitt (195) bevölkert. Mit 14,6 (Einw. je km²) ist es der am dünnsten besiedelte Kreis der Provinz.
Der Kreis ist im Durchschnitt ca. 1250 Meter hoch. Höchste Erhebung ist der Berg Kırlangıç mit ca. 1720 m.

## Wirtschaft
Haupteinkommensquelle ist die Landwirtschaft; angebaut werden Weizen, Gerste, Linsen, Kichererbsen und Zuckerrüben. Zweitwichtigster Wirtschaftszweig ist die Tierzucht.

## Sehenswürdigkeiten
Neben den Gedenkstätten für den alevitischen Heiligen in der Kreisstadt ist die späthethitische Felsinschrift von Karaburna beim gleichnamigen Ort etwa zehn Kilometer südwestlich von Hacıbektaş sehenswert.

## Weitere Orte im Landkreis
- Köşektaş (Hacıbektaş)